# Årets junior i svensk bandy
Årets junior i svensk bandy är en utmärkelse som delas ut sedan säsongen 1967/1968.

## Vinnare

### Pojkar
- 1967/1968 Torbjörn Ek, Ljusdals BK
- 1968/1969 Hans-Uno Persson, IK Sirius
- 1969/1970 Rolf Larsson, Köpings IS
- 1970/1971 Anders Söderholm, Edsbyns IF
- 1971/1972 Pär Hedqvist, Brobergs IF
- 1972/1973 Bengt "Pinnen" Ramström, IFK Skoghall
- 1973/1974 Lars Ångström, Lesjöfors IF
- 1974/1975 Bo "Oball" Larsson, Katrineholms SK
- 1975/1976 Peter Carlsson, Ale/Surte SK
- 1976/1977 Christer Larsson, Västanfors IF
- 1977/1978 Jörgen Johansson (bandyspelare), Ljusdals BK
- 1978/1979 Christer Kjellqvist, Villa BK
- 1979/1980 Per-Olov Pettersson, Sandvikens AIK
- 1980/1981 Hasse Johansson, Edsbyns IF
- 1981/1982 Örjan Gunnarsson, IK Sirius
- 1982/1983 Kjell Kruse, IF Boltic
- 1983/1984 Kjell Berglund, IK Sirius
- 1984/1985 Jonny Ljung, Vetlanda BK
- 1985/1986 Per-Magnus Mårtensson, IK Sirius
- 1986/1987 Ola Fredricson, Nässjö IF
- 1987/1988 Jonas Claesson, Vetlanda BK
- 1988/1989 Jonas Claesson, Vetlanda BK
- 1989/1990 Jörgen Granberg, Bollnäs GoIF
- 1990/1991 Magnus Olsson, Edsbyns IF
- 1991/1992 Magnus Granberg, Bollnäs GoIF
- 1992/1993 Stefan Persson, Selånger Bandy
- 1993/1994 Magnus Muhrén, Sandvikens AIK/BK
- 1994/1995 Henrik Hagberg, IFK Motala
- 1995/1996 Rickard Kock, Selånger Bandy
- 1996/1997 Peter Karlsson, Villa-Lidköping BK
- 1997/1998 Stefan Söderholm, Edsbyns IF
- 1998/1999 Olle Bjurström, Falu BS/BK
- 1999/2000 Daniel Mossberg, Sandvikens AIK/BK
- 2000/2001 Per Hellmyrs, Edsbyns IF/BF
- 2001/2002 Per Hellmyrs, Edsbyns IF/BF
- 2002/2003 Kalle Spjuth, Hammarby IF/BF
- 2003/2004 David Elfving, Sandvikens AIK/BK
- 2004/2005 Daniel Berlin, Sandvikens AIK/BK
- 2005/2006 Tobias Holmberg, Västerås SK/BK
- 2006/2007 Linus Forslund, Sandvikens AIK/BK
- 2007/2008 Janne Rintala, Kalix Bandy
- 2008/2009 Adam Gilljam, Broberg/Söderhamn Bandy
- 2009/2010 Simon Jansson, Edsbyns IF
- 2010/2011 Christoffer Fagerström, IFK Vänersborg
- 2011/2012 Joakim Andersson, Vetlanda BK
- 2012/2013 Erik Pettersson, Sandvikens AIK/BK
- 2013/2014 Erik Pettersson, Sandvikens AIK/BK
- 2014/2015 Martin Landström, Vetlanda BK
- 2015/2016 Martin Landström, Vetlanda BK
- 2016/2017 Joel Broberg, Villa Lidköping BK
- 2017/2018 Joel Broberg, Villa Lidköping BK
- 2018/2019 Ted Hedell, Edsbyns IF
- 2019/2020 Jesper Granqvist, Edsbyns IF
- 2020/2021 ingen vinnare på grund av covid-19-pandemin
- 2021/2022 Vladimir In-Fa-Lin, Åby/Tjureda IF
- 2022/2023 August Ljung, Vetlanda BK

### Tjejer
- 2001/2002 Sofia Rådman, Sandvikens AIK
- 2002/2002 Lina Fredlund, Edsbyns IF
- 2003/2004 Sanna Dandanell, Sandvikens AIK
- 2004/2005 Kristina Sigfridsson, Edsbyns IF
- 2005/2006 Elin Sandgren, Västerstrands AIK
- 2006/2007 Frida Erlandsson, Tranås BoIS
- 2007/2008 Hanna Dahlström, IFK Nässjö
- 2008/2009 Pernilla Elardt, IFK Nässjö
- 2009/2010 Malin Andersson, Sandvikens AIK
- 2010/2011 Emelie Timan, Härnösands AIK
- 2011/2012 Camilla Andersson, Sandvikens AIK
- 2012/2013 Matilda Svenler, Tranås BoIS
- 2013/2014 Malin Persson, Söråkers IF
- 2014/2015 Stina Lennartsson Skirö AIK
- 2015/2016 Charlotte Selbekk, Kareby IS
- 2016/2017 Matilda Plan, Västerås SK
- 2017/2018 Ida Friman, Kareby IS
- 2018/2019 Virva Rylander, Västerås SK
- 2019/2020 Sofie Millqvist, Villa Lidköping BK
- 2020/2021 ingen vinnare på grund av covid-19-pandemin
- 2021/2022 Moa Friman, Villa Lidköping BK
- 2022/2023 Karla Thuresson, Skirö AIK